# Ashley Monroe

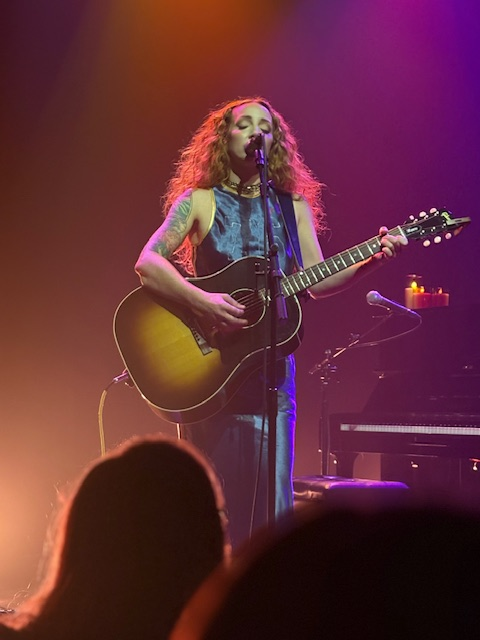
Ashley Monroe (2025)

Ashley Lauren Monroe (* 10. September 1986 in Knoxville, Tennessee) ist eine US-amerikanische Country-Sängerin und -Songschreiberin. Sie ist als Solistin und neben Miranda Lambert und Angaleena Presley als Teil der Supergroup Pistol Annies erfolgreich.

## Karriere
Ashley Monroe kam als Teenager nach dem Tod ihres Vaters mit ihrer Mutter nach Nashville. Sie begann mit dem Schreiben von Liedern und hatte hier auch erste Auftritte. Monroe ist seit 2006 und ihrer ersten Single Satisfied in den US-amerikanischen Country-Charts vertreten. Mit der Nachfolge-Single I Don’t Want To, einem Duett mit Ronnie Dunn von Brooks & Dunn hatte sie im selben Jahren ihren ersten Top-40-Erfolg. Ihrer Plattenfirma war dies jedoch nicht genug, und die geplante Veröffentlichung ihres Debütalbums wurde zunächst abgesagt. Erst 2009 erschien das Werk digital unter anderem bei iTunes. Monroe konzentrierte sich auf das Songschreiben und fand in The Little Willies, Carrie Underwood, Vince Gill, Sara Evans oder Bonnie Tyler Abnehmer für ihre Lieder. Bisher hatten zwei Künstler mit Monroes Kompositionen Nummer-eins-Hits in den Country-Charts; Jason Aldean mit The Truth (2009) und Miranda Lambert mit Heart Like Mine (2011).
Ab 2011 feierte Monroe Erfolge mit den Pistol Annies, deren Alben Hell on Heels (2011) und Annie up (2013) sehr erfolgreich waren. Hell on Heels wurde vergoldet. Monroe etablierte sich mit den Alben Like a Rose (2013) und The Blade (2015) auch als Solistin im Country-Geschäft. Beide Alben fanden sich auf mehreren Jahresbestenlisten wieder. So wählte unter dem die Time The Blade unter die zehn besten Alben des Jahres 2015.
Ihr bislang größter Hit war ein Duett mit Blake Shelton. Lonely Tonight stammt aus Sheltons Album Bringing Back the Sunshine und erreichte Platz zwei der Country- und Platz 47 der Pop-Charts. Darüber hinaus wurde der Single eine Gold-Auszeichnung verliehen. Mit Shelton hatte Monroe bereits auf Like a Rose das traditionelle wie humorvolle Duett You Ain’t Dolly (And You Ain’t Porter) eingesungen. Dieses Lied wurde auch in der Country-Serie Nashville gespielt, für die Monroe weitere Lieder schrieb. Monroe wurde für eine Reihe von Preisen nominiert, darunter je zweimal für den Grammy und die CMAs.

## Privatleben
Die Sängerin ist seit 2013 mit dem Baseball-Pitcher John Danks verheiratet. Die beiden haben einen Sohn (* 2017).
Am 13. Juli 2021 gab sie bekannt, an einer seltenen Form von Blutkrebs erkrankt zu sein und eine Chemotherapie beginnen zu wollen.

## Diskografie

### Studioalben
| Jahr | Titel       | Höchstplatzierung, Gesamtwochen, AuszeichnungChartplatzierungen (Jahr, Titel, Platzierungen, Wochen, Auszeichnungen, Anmerkungen) | Höchstplatzierung, Gesamtwochen, AuszeichnungChartplatzierungen (Jahr, Titel, Platzierungen, Wochen, Auszeichnungen, Anmerkungen) | Anmerkungen                          |
| Jahr | Titel       | US | Country | Anmerkungen                          |
| ---- | ----------- | --- | --- | ------------------------------------ |
| 2009 | Satisfied   | — | — | Erstveröffentlichung: 19. Mai 2009   |
| 2013 | Like a Rose | US43 (3 Wo.)US | Country10 (20 Wo.)Country | Erstveröffentlichung: 5. März 2013   |
| 2015 | The Blade   | US30 (2 Wo.)US | Country2 (8 Wo.)Country | Erstveröffentlichung: 24. Juli 2015  |
| 2018 | Sparrow     | US157 (1 Wo.)US | Country21 (1 Wo.)Country | Erstveröffentlichung: 20. April 2018 |
| 2021 | Rosegold    | — | — | Erstveröffentlichung: 30. April 2021 |

### Livealben
- 2016: Ashley Monroe – Live at Third Man Records

### EPs
- 2007: Ashley Monroe and Trent Dabbs (mit Trent Dabbs)
- 2009: Ashley Monroe

### Singles
| Jahr | Titel Album                               | Höchstplatzierung, Gesamtwochen, AuszeichnungChartplatzierungen (Jahr, Titel, Album, Platzierungen, Wochen, Auszeichnungen, Anmerkungen) | Höchstplatzierung, Gesamtwochen, AuszeichnungChartplatzierungen (Jahr, Titel, Album, Platzierungen, Wochen, Auszeichnungen, Anmerkungen) | Anmerkungen                                                               |
| Jahr | Titel Album                               | US | Country | Anmerkungen                                                               |
| ---- | ----------------------------------------- | --- | --- | ------------------------------------------------------------------------- |
| 2006 | Satisfied                                 | — | Country43 (10 Wo.)Country | Erstveröffentlichung: 2006                                                |
| 2006 | I Don’t Want To Satisfied                 | — | Country37 (20 Wo.)Country | Erstveröffentlichung: 2006 mit Ronnie Dunn                                |
| 2012 | Bruises California 37                     | US79 Platin · (8 Wo.)US | Country23 (22 Wo.)Country | Erstveröffentlichung: 5. Oktober 2012 Train feat. Ashley Monroe           |
| 2013 | Weed Instead of Roses Like a Rose         | — | Country39 (4 Wo.)Country | Erstveröffentlichung: September 2013                                      |
| 2014 | Lonely Tonight Bringing Back the Sunshine | US47 Platin · (17 Wo.)US | Country3 (23 Wo.)Country | Erstveröffentlichung: 17. November 2014 Blake Shelton feat. Ashley Monroe |
| 2018 | Hands on You Sparrow                      | — | Country47 (1 Wo.)Country | Erstveröffentlichung: 23. Februar 2018                                    |

Weitere Singles
- 2009: Has Anybody Ever Told You
- 2013: Like a Rose
- 2013: You Got Me
- 2015: On to Something Good